# Lukač (Kutjevo)
Lukač (1910 és 1991 között Požeški Lukač) falu Horvátországban, Pozsega-Szlavónia megyében. Közigazgatásilag Kutjevohoz tartozik.

## Fekvése
Pozsegától légvonalban 15, közúton 18 km-re északkeletre, községközpontjától 6 km-re nyugatra, a Pozsegai-medence északi szélén, a Krndija-hegység lábánál fekszik.

## Története
Lukač területe a régészeti leletek tanúsága szerint már a kőkorszakban is lakott volt. Határában a Krndija-hegység déli lejtőin a „Bašćice” lelőhelyen a Starčevo-kultúra és a valamivel későbbi Sopot-Bicske kultúra településének nyomait találták. 1982-ben a falutól délkeletre fekvő „Kremenište” lelőhelyen sok mikrolit és kőgolyó került elő, melyek szintén kőkori településre utalnak.
Lukač település már a középkorban is létezett. 1413-ban „Lukach” néven tűnik fel először. 1427-ben nemesi névben található „Lokaach, Lokach, Lukachoch” formában. 1464-ben „Lokach”, 1493-ban „Lokacz” alakban említik. A Partasovczi, majd a Garai család birtoka volt. 1427-ben Lukacsovcziak vagy Lokácsiak a Partasovcziakkal együtt szerepelnek birtokosaiként. A közeli településekkel együtt 1537 körül került török fennhatóság alá. A török uralom idején katolikus és muzulmán hitre áttért horvátok is lakták. A település 1687-ben szabadult fel a török uralom alól. 1698-ban „Lukacsi” néven 3 portával szerepel a török uralom alól felszabadított szlavóniai települések összeírásában.
A török kiűzése után a muzulmán lakosság Boszniába távozott, helyettük Boszniából katolikus horvátok és pravoszláv szerbek érkeztek. 1702-ben 8, 1740-ben 14 ház állt a településen. A 18. század folyamán néhány szerb család települt be. Az első katonai felmérés térképén „Dorf Lukacs”néven látható. Lipszky János 1808-ban Budán kiadott repertóriumában „Lukacs” néven szerepel. Nagy Lajos 1829-ben kiadott művében „Lukach” néven 29 házzal, 181 katolikus és 6 ortodox vallású lakossal találjuk. A 19. század végén és a 20. század elején szlovák családok érkeztek ide.
A településnek 1857-ben 138, 1910-ben 247 lakosa volt. 1910-ben a népszámlálás adatai szerint lakosságának 77%-a horvát, 11%-a szlovák, 9%-a szerb anyanyelvű volt. Pozsega vármegye Pozsegai járásának része volt. Az első világháború után 1918-ban az új szerb-horvát-szlovén állam, majd később (1929-ben) Jugoszlávia része lett. 1991-ben lakosságának 95%-a horvát nemzetiségű volt. A településnek 2011-ben 150 lakosa volt.

## Lakossága
| Lakosság változása | Lakosság változása | Lakosság változása | Lakosság változása | Lakosság változása | Lakosság változása | Lakosság változása | Lakosság változása | Lakosság változása | Lakosság változása | Lakosság változása | Lakosság változása | Lakosság változása | Lakosság változása | Lakosság változása | Lakosság változása |
| ------------------ | ------------------ | ------------------ | ------------------ | ------------------ | ------------------ | ------------------ | ------------------ | ------------------ | ------------------ | ------------------ | ------------------ | ------------------ | ------------------ | ------------------ | ------------------ |
| 1857               | 1869               | 1880               | 1890               | 1900               | 1910               | 1921               | 1931               | 1948               | 1953               | 1961               | 1971               | 1981               | 1991               | 2001               | 2011               |
| 138                | 130                | 143                | 160                | 186                | 247                | 274                | 291                | 270                | 305                | 299                | 257                | 242                | 212                | 199                | 150                |

## Nevezetességei
A falu közepén álló falazott harangláb 1959-ben épült.